# Phyllognathopus inexspectatus
Phyllognathopus inexspectatus is een eenoogkreeftjessoort uit de familie van de Phyllognathopodidae. De wetenschappelijke naam van de soort is voor het eerst geldig gepubliceerd in 2011 door Galassi & De Laurentiis.